# Septennial Act
Triennial Act Fixed-term Parliaments Act 2011
Le Septennial Act (loi septennale) de 1716 est une loi du Parlement de Grande-Bretagne adoptée le 7 mai 1716.  Elle a augmenté la durée maximale d'un parlement (et donc la période maximale entre les élections générales) de trois à sept ans. Ce plafond de sept ans est resté en vigueur de 1716 à 1911. La limite précédente de trois ans avait été fixée par la Triennial Act de 1694 promulguée par le Parlement d'Angleterre.
L'objectif affiché de la loi était de réduire les dépenses occasionnées par des élections fréquentes. Il n'exige pas que le Parlement dure un mandat complet, mais fixe simplement une durée maximale de sa vie. La plupart des parlements du XVIIIe siècle ont en effet duré six ou sept ans, dont deux seulement de durée moindre. Au XIXe siècle, la durée moyenne d'un mandat du Parlement du Royaume-Uni était de quatre ans. L'une des revendications des chartistes du milieu du XIXe siècle – la seule qui n'avait pas été satisfaite au XXe siècle – était les élections annuelles pour les Parlements.
La loi septennale a été modifiée le 18 août 1911 par l'article 7 de la loi de 1911 sur le Parlement pour ramener la durée maximale du Parlement à cinq ans.
La loi de 2011 sur les parlements à durée déterminée a abrogé la loi septennale dans son intégralité.

## Source
- (en) Cet article est partiellement ou en totalité issu de l’article de Wikipédia en anglais intitulé « Septennial Act 1716 » (voir la liste des auteurs).